# 팰컨 4.0
팰컨 4.0(Falcon 4.0)은 마이크로프로스가 개발하고 1998년 해즈브로 인터랙티브가 출판한 전투 비행 시뮬레이션 비디오 게임이다. 이 게임은 1998년에 한반도를 배경으로 한 현대 전쟁에서 Block 50/52 F-16 Fighting 팰컨 제트 전투기의 현실적인 시뮬레이션을 기반으로 한다.
이 게임은 1984년에 시작된 스펙트럼 홀로바이트의 팰컨 시리즈의 궁극적인 개발이다. 홀로바이트는 1993년에 마이크로프로스를 인수하고 1996년에 모든 타이틀에 이 이름을 사용하기 시작했다. 마이크로프로스가 해즈브로에 인수된 후 공식 개발이 종료되었다. 2000년에 소스 코드 유출로 인해 버그 수정 및 새로운 캠페인을 포함하여 게임 커뮤니티 구성원이 게임을 계속 개발할 수 있었다. 이러한 추가 사항 중 상당수는 소유자 아타리로부터 원래 코드 기반의 공식 라이선스를 마련한 리드 퍼슈트(Lead Pursuit)에 의해 수집되었다. 이들은 2005년에 팰컨 4.0 얼라이드 포스로 출시되었다. 10년이 넘는 기간 동안 팰컨 4.0 시리즈는 PC 역사상 동일한 코드 기반을 사용하여 가장 오랫동안 실행된 게임 시리즈 중 하나이다.
현재 이 게임은 팰컨 BMS라고 불리는 벤치마크 심스 커뮤니티의 게임 부문이 가장 많이 지원되는 플레이어 커뮤니티에서 여전히 지원된다.
2023년 5월 4일, 24년 만에 개발사 마이크로프로즈(마이크로프로스)는 팔콘 4.0을 포함한 팔콘 시리즈에 대한 저작권 재획득을 발표했다.

## 평가
| 평가 |                     |
| --- | ------------------- |
| 통합 점수 통합사 점수 게임랭킹스 83% (14 reviews) [ 6 ] 메타크리틱 85/100 (10 reviews) [ 7 ] 평론 점수 평론사 점수 CGW [ 8 ] PC 게이머 (UK) 91% [ 9 ] PC 게이머 (US) 95% [ 10 ] PC 존 95/100 [ 11 ] Computer Games Strategy Plus [ 12 ] Macworld [ 13 ] MacAddict "Freakin' Awesome!" [ 14 ] |                     |
| 통합 점수 |                     |
| 통합사 | 점수                |
| 게임랭킹스 | 83% (14 reviews)    |
| 메타크리틱 | 85/100 (10 reviews) |
| 평론 점수 |                     |
| 평론사 | 점수                |
| CGW | [ 8 ]               |
| PC 게이머 (UK) | 91%                 |
| PC 게이머 (US) | 95%                 |
| PC 존 | 95/100              |
| Computer Games Strategy Plus | [ 12 ]              |
| Macworld | [ 13 ]              |
| MacAddict | "Freakin' Awesome!" |